# Cautes en Cautopates

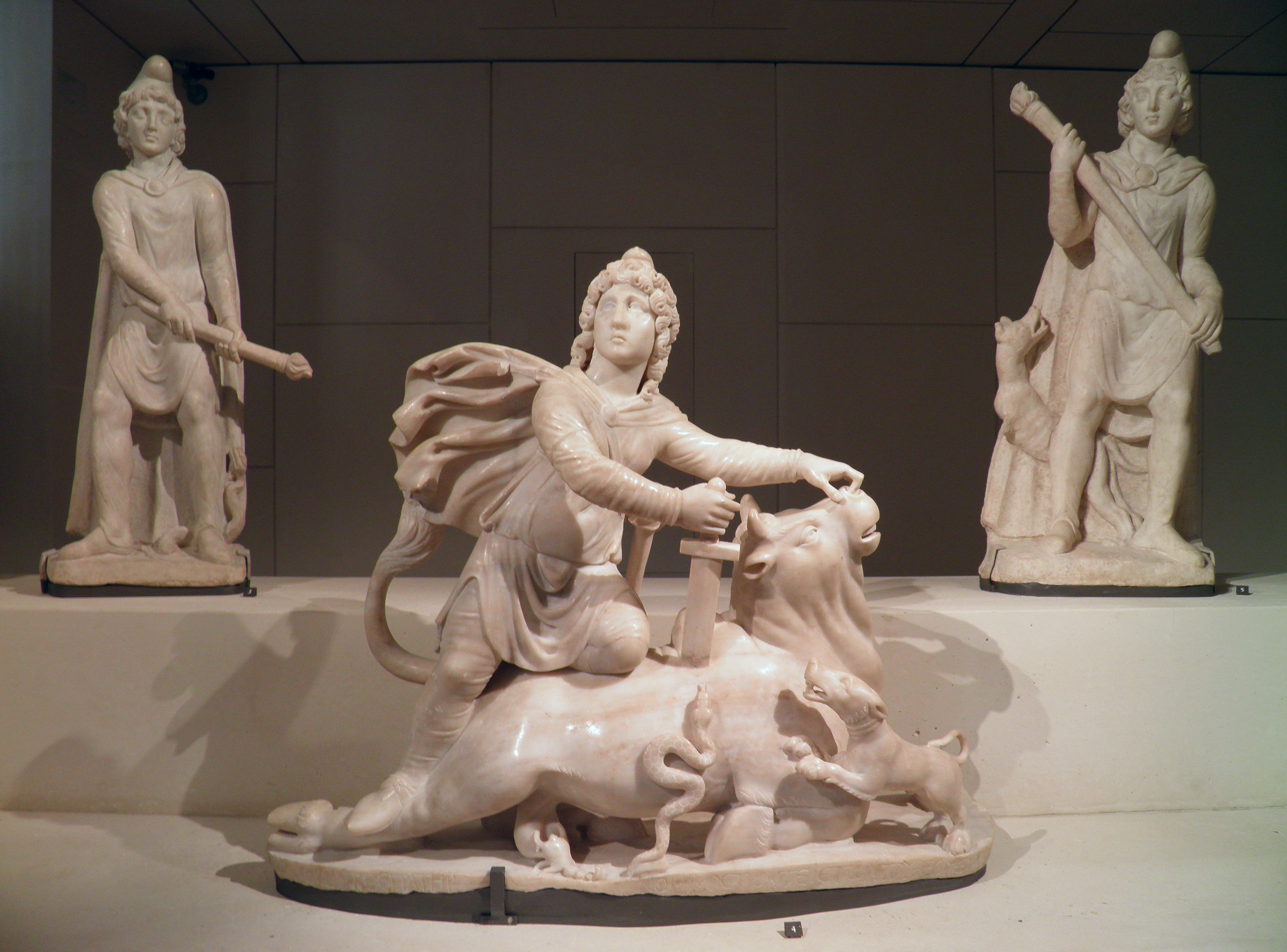
Links Cautopates en rechts Cautes, met op de voorgrond Mithras die de stier doodt.

Cautes en Cautopates zijn de fakkeldragers van de god Mithras in het mithraïsme. 
Mithras was afgeleid van de Indo-Iraanse god Mithra en de godsdienst werd vanaf de eerste eeuw populair in het Romeinse Keizerrijk. Omdat de cultus geen heilige geschriften had, is er weinig over bekend. Mithras vertegenwoordigde in ieder geval ofwel de zon ofwel een goede vriend van Helios of Sol Invictus. Cautes, die zijn fakkel omhoog houdt, stond hierbij waarschijnlijk voor de zonsopgang en Cautopates, met omlaagwijzende fakkel, voor de zonsondergang. Het is ook mogelijk dat ze stonden voor de lente- en herfst-equinox (de klimmende en dalende knoop) of voor het (nieuw) leven en de dood.
Cautes en Cautopates werden kleiner afgebeeld dan Mithras en droegen Perzische kledij en een Frygische muts. Ze werden altijd samen afgebeeld en zagen er vrijwel identiek uit.